# Đại hội Thể thao Đông Nam Á 1999
Đại hội Thể thao Đông Nam Á 1999 (tiếng Mã Lai: Sukan SEA 1999), officially known as the  SEA Games lần thứ 20 và thường được biết đến với tên gọi Brunei Darussalam 1999, là một sự kiện thể thao đa môn cấp khu vực Đông Nam Á được tổ chức tại Bandar Seri Begawan, Brunei. Đây là lần đầu tiên Brunei đăng cai Đại hội Thể thao Đông Nam Á, đồng thời cũng là kỳ SEA Games đầu tiên diễn ra trên đảo Borneo. Đây cũng là kỳ đại hội cuối cùng được tổ chức trong thế kỷ 20, và cho đến nay vẫn là lần duy nhất Brunei tổ chức SEA Games.
Khoảng 2.365 vận động viên đến từ 10 quốc gia đã tham gia tranh tài tại kỳ đại hội này, với 233 nội dung thi đấu thuộc 21 môn thể thao. Brunei trở thành quốc gia thứ bảy đăng cai SEA Games, sau Thái Lan, Myanmar, Malaysia, Singapore, Indonesia và Philippines. Đại hội diễn ra từ ngày 7 đến ngày 15 tháng 8 năm 1999, dù một số môn thi đấu đã bắt đầu từ ngày 30 tháng 7 năm 1999. Đại hội được Khai mạc bởi Quốc vương Haji Hassanal Bolkiah tại Sân vận động Quốc gia Hassanal Bolkiah – công trình mang tên ông.
Thái Lan dẫn đầu bảng tổng sắp huy chương, tiếp theo là Malaysia và Indonesia, trong khi nước chủ nhà Brunei xếp thứ bảy. Trong kỳ đại hội này, nhiều kỷ lục đại hội và kỷ lục quốc gia đã được phá vỡ.

## Phát triển và chuẩn bị
Ban tổ chức SEA Games 20 được thành lập để giám sát việc tổ chức đại hội.

### Địa điểm
Đại hội sử dụng kết hợp các địa điểm mới, sẵn có và tạm thời. Một số công việc cải tạo, nâng cấp lớn đã được tiến hành ở hầu hết các địa điểm để tổ chức sự kiện thể thao đa môn.
Đại hội Thể thao Đông Nam Á lần thứ 20 có tất cả 22 địa điểm thi đấu, với trọng tâm là Khu liên hợp thể thao Hassanal Bolkiah, được hoàn thành vào tháng 9 năm 1983. Bao gồm sân vận động quốc gia 28.000 chỗ ngồi, nơi đây đã tổ chức hầu hết các sự kiện. Vì Brunei có cơ sở vật chất cho thể thao khá hạn chế nên chỉ có 21 môn thi đấu được tổ chức.
| Địa điểm thi đấu                                                | Các môn thể thao                                                                       |
| Khu liên hợp thể thao quốc gia Hassanal Bolkiah                 |                                                                                        |
| Sân vận động quốc gia Hassanal Bolkiah                          | Điền kinh, Bóng đá, Bida và Snooker, Bóng ném sân cỏ, Quyền anh, Lễ khai mạc và bế mạc |
| Trung tâm dưới nước                                             | Thể thao dưới nước (Bơi, Lặn, Bóng nước)                                               |
| Sân vận động trong nhà                                          | Cầu lông                                                                               |
| Sân vận động khúc côn cầu                                       | Khúc côn cầu                                                                           |
| Hội trường đa năng                                              | Pencak silat                                                                           |
| Trung tâm bóng quần                                             | Bóng quần                                                                              |
| Trung tâm quần vợt                                              | Quần vợt                                                                               |
| Khác                                                            |                                                                                        |
| Đại học Brunei Darussalam                                       | Bóng rổ                                                                                |
| Trụ sở cảnh sát Gadong                                          | Quyền Anh                                                                              |
| Đường cao tốc Muara-Tutong                                      | Xe đạp (tính giờ cá nhân)                                                              |
| Jalan Kianggeh, Jalan Sultan, Jalan Bendahara, Jalan Cator      | Xe đạp (tính điểm)                                                                     |
| Trung tâm thanh thiếu niên                                      | Xe đạp (xuất phát đồng loạt)                                                           |
| Công viên giải trí Bukit Shahbandar                             | Xe đạp (Xe đạp địa hình: Đổ đèo, Băng đồng)                                            |
| Khu phức hợp thể thao và thanh niên                             | Bóng đá                                                                                |
| Trung tâm thể thao Sultan Hassanal Bolkiah                      | Bóng đá                                                                                |
| Câu lạc bộ Golf Pantai Mentiri                                  | Golf                                                                                   |
| Khu liên hợp thể thao hãng hàng không Hoàng gia Brunei, Berakas | Karate                                                                                 |
| Hội trường Muhibbah Văn phòng quận Muara Brunei, Berakas        | Cầu mây                                                                                |
| Công viên Jerudong Trap & Skeet Range, Jerudong                 | Bắn súng                                                                               |
| Khu liên hợp thể thao Menglait                                  | Bóng bàn, Taekwondo                                                                    |
| Trung tâm Bowling Utama                                         | Bowling                                                                                |
| Khu liên hợp thể thao dưới nước, Serasa                         | Đua thuyền truyền thống                                                                |

## Tiếp thị

### Biểu trưng
Biểu trưng của Đại hội Thể thao Đông Nam Á 1999 là hình ảnh ngọn đuốc, biểu tượng của đại hội thể hiện sức sống, tinh thần thể thao và truyền thống. Biểu tượng có 3 màu đỏ, vàng và xanh nói lên sức mạnh, thiện chí và sự nhộn nhịp của các quốc gia trong Đại hội. Hai con số 20 và 99 được cách điệu trên biểu tượng để biểu thị cho đại hội thể thao lần thứ 20 của khu vực và năm diễn ra đại hội.
Mười vòng tròn vàng được nối với nhau, biểu tượng của Liên đoàn Thể thao Đông Nam Á, đại diện cho các quốc gia tham dự Đại hội và chính bản thân đại hội. Màu vàng biểu thị cho phẩm chất, thành tựu và chiến thắng. Đây là biểu trưng đầu tiên trong lịch sử Đại hội Thể thao Đông Nam Á sử dụng chuỗi 10 vòng, kéo dài cho đến kỳ Đại hội năm 2011.

### Linh vật

Awang Budiman, linh vật chính thức của Thế vận hội.

Linh vật của Đại hội Thể thao Đông Nam Á 1999 là cậu bé tên Awang Budiman. Trang phục truyền thống Mã Lai của Awang mang màu cờ của Brunei, tượng trưng cho bản sắc văn hóa truyền thống của dân tộc. "Awang" là biệt hiệu dành cho nam giới Brunei, trong khi cái tên "Budiman" thể hiện sự cởi mở, hiếu khách, lịch thiệp và hiểu biết của Brunei với tư cách là chủ nhà của đại hội. Là một đứa trẻ, Awang Budiman biểu tượng cho sức mạnh, niềm hân hoan và niềm tin vào tương lai của đất nước cũng như của toàn thể khu vực Đông Nam Á khi chuẩn bị bước vào thiên niên kỷ mới.

### Bài hát
Một album các bài hát của đại hội đã được phát hành trong thời gian diễn ra đại hội, bao gồm các bài hát do Hoàng tử Sufri Bolkiah viết. Trong số đó có bài hát chủ đề "Mencari Kejayaan" (tạm dịch: Tìm kiếm thành công) do Hoàng tử Haji Sufri Bolkiah sáng tác và được Ak Mohd Yusri thể hiện. Các bài hát khác là "Here We Meet", "Selamat Datang" (Chào mừng), "Tekad Kemenangan" (Quyết tâm giành chiến thắng), "Skuad Negara" (Đội hình quốc gia) và "Till We Meet Again".

### Nhà tài trợ
Tổng cộng có 9 nhà tài trợ cho đại hội lần này.
- Royal Brunei Airlines
- Nestle Milo
- Royal Dutch Shell
- Brunei Postal Services Department[11]
- Telekom Brunei[12]
- Incomm
- Fascom
- Canon Inc.
- The Centrepoint

## Đại hội

### Các nước tham dự
- Brunei (370) (Host)
- Campuchia (65)
- Indonesia (354)
- Lào (41)
- Malaysia (335)
- Myanmar (139)
- Philippines (258)
- Singapore (268)
- Thái Lan (361)
- Việt Nam (174)

### Các môn thể thao
- Thể thao dưới nước
  -  Nhảy cầu  (chi tiết)

- -  Bơi lội  (chi tiết)

- -  Bóng nước  (chi tiết)

- Điền kinh  (chi tiết)

- Cầu lông  (chi tiết)

- Bóng rổ  (chi tiết)

- Bi-a và snooker  (chi tiết)

- Bowling  (chi tiết)

- Quyền Anh  (chi tiết)

- Xe đạp  (chi tiết)

- Bóng đá  (chi tiết)

- Golf  (chi tiết)

- Khúc côn cầu  (chi tiết)

- Karate  (chi tiết)

- Lawn bowls  (chi tiết)

- Pencak silat  (chi tiết)

- Cầu mây  (chi tiết)

- Bắn súng  (chi tiết)

- Bóng quần  (chi tiết)

- Bóng bàn  (chi tiết)

- Taekwondo  (chi tiết)

- Quần vợt  (chi tiết)

- Đua thuyền truyền thống  (chi tiết)

## Bảng tổng sắp huy chương
| Hạng                | Đoàn                | Vàng | Bạc | Đồng | Tổng số |
| ------------------- | ------------------- | ---- | --- | ---- | ------- |
| 1                   | Thái Lan (THA)      | 65   | 48  | 56   | 169     |
| 2                   | Malaysia (MAS)      | 57   | 46  | 42   | 145     |
| 3                   | Indonesia (INA)     | 45   | 43  | 59   | 147     |
| 4                   | Singapore (SIN)     | 23   | 28  | 46   | 97      |
| 5                   | Philippines (PHI)   | 19   | 27  | 41   | 87      |
| 6                   | Việt Nam (VIE)      | 18   | 20  | 28   | 66      |
| 7                   | Brunei (BRU)        | 4    | 13  | 31   | 48      |
| 8                   | Myanmar (MYA)       | 3    | 10  | 10   | 23      |
| 9                   | Lào (LAO)           | 1    | 0   | 3    | 4       |
| 10                  | Campuchia (CAM)     | 0    | 0   | 0    | 0       |
| Tổng số (10 đơn vị) | Tổng số (10 đơn vị) | 235  | 235 | 316  | 786     |